# 網走番外地 北海篇
『網走番外地 北海篇』（あばしりばんがいち ほっかいへん）は、1965年の日本映画。主演：高倉健、監督：石井輝男、製作：東映。1965年度の配給収入第2位。

## 概要
『網走番外地』シリーズの第4作。主人公・橘真一が走らせるトラックに乗り込む男女達の悲喜劇を串団子方式に見せ場の連続で描く。ジョン・フォード監督『駅馬車』をベースとしている。石井輝男は後のインタビューで、伏線がキッチリと張られた大家のシナリオよりどこに行ってしまうか分からないシナリオのが好み、と語っており、当作品は典型的プログラムピクチャーでありながら石井の個性と嗜好があらわれている。
（この作品に限らず網走番外地シリーズにいえる事だが）主人公の橘は軽口を叩いてヘラヘラしていても、時としては真面目で強い芯を持っている事を示し、高倉健のフットワークの軽さが光る。そして新東宝時代からの石井作品の常連・嵐寛寿郎演ずる鬼寅をはじめ、田中邦衛・杉浦直樹・由利徹といった定番の脇役も、高倉を食ってしまうほど個性が光り、大原麗子は石井作品に於いて特徴的な勝気の女性キャラクターを演じている。

## ストーリー
橘の仮出所が近づく網走刑務所で深夜、脱獄が発生した。脱獄したら何をしたいか熱心に語る雑居房仲間に、橘は網走じゃ脱獄したってすぐに死んじまうよと話す。11番と108番の「愛人関係」がこじれそうになる中、13番の葉山は結核を患っていた。翌日、労務作業中に、脱獄囚が浦上であると橘は知る。浦上は名うての脱獄囚であり、密告して自分を裏切った元相棒のいる網走刑務所にやってきて、殺害してから脱獄したのである。作業中、看守は葉山に何かとつらくあたった。橘は寝込んでしまった葉山を気遣い、特別食を食べさせようとする。炊事場では、炊事班長の強姦殺人犯・19番が威張り散らしていた。橘は19番に特別食を依頼するが断られ、揉め事が起きる。拳銃を橘に突きつけて仮出所を取り消すぞ、と威嚇する看守。看守は19番とつるんでいたのだ。そこに42番（死に番）の鬼寅があらわれる。庖丁と拳銃での対決を迫る鬼寅に、看守はすぐさま特別食を作らせるように19番に命ずる。こうして葉山に橘は特別食を持って帰ってきた。だが、食事時に入ってきた新入りの7番はオカマだった。108番との間でオカマ同士の意地の張り合いが始まった。そんなどさくさに紛れて、特別食は大槻の胃袋に収まった（翌朝、ひどい下痢に襲われた）。
いよいよ仮出所となった橘。当日の朝、橘は葉山から頼み事をされる。一つは、故郷で心配している母親に送金してほしい事。一つは、葉山の女房を寝盗った親分・大沢にケジメをつけてほしい事だった。葉山は橘に釧路の王子運送なる会社を教える。王子運送を訪ねた橘を、男勝りの社長の娘・弓子が出迎える。社長の志村を呼び出して詰問する橘だったが、前科持ちの志村は煮ても焼いても食えない人物。今金はないが、ペンケサップまでの特別便さえ運ぶことが出来れば破格の運び賃が入るという。が、がけ崩れのため鉄道が不通で、途中、道北一の難所を通らねばならず、引き受ける運転手がいないのだという。葉山の母に送金するため、橘は行き掛かりで特別便トラックの運転手を引き受けることにする。
翌日、ペンケサップを目指すおんぼろトラック。荷台には、曰くありげな依頼人の安川と金田の二人が正体不明の荷物と一緒に乗り込み、さらに、弓子までもがトラックに隠れて乗り込んでいた。最寄の町で弓子を降ろそうとする橘に、ギャングの正体を現した安川は拳銃を突きつけ、おとなしくペンケサップまで走らせろと脅す。再度目的地を目指すトラック。しばらくすると、雪道から男（浦上）が現れ、強引にトラックに乗り込んできた。
途中の集落で、橘は骨折した少女エミと母親の雪江を乗せる。集落には外科医がおらず、オプチョッカの病院まで連れて行ってほしいと駐在所の警官に頼まれたのだ。雪江は、普段は街の旅館で女中をしているという。浦上はこの親子に同情した様子で、金田の昼食用のサンドイッチをエミに食べさせてやる。やがて、トラックの前に故障したセダンが現れる。橘は車内を確かめるが誰も乗っていない。さらに周囲を捜して、森の中から睡眠薬自殺に失敗した貴子を発見する。その間に、安川によってトラックは橘を置き去りにして走り出してしまった。貴子は恋人と心中を図ったのだが、一緒に死んだはずの恋人はどこにもいなかった。男の裏切りに、すっかり自棄ばちになっている貴子。しばらくすると、しれっとして橘たちの前に金田が現れる。金田の下手糞な運転に、トラックが積雪に乗り上げてしまったのだ。怒った橘は金田と殴り合った。
弓子は、メモ用紙に悪党に誘拐された旨を書く。安川は弓子を押し倒そうとするが、逆に弓子に急所を蹴られてしまう。橘がトラックに着いた頃にはすっかり日が暮れてしまっていた。炭焼き小屋で一晩待つ事となった橘達。金田は、貴子を妙に丁重に扱い、気遣いを見せる。
翌朝、橘達は乗り上げたトラックを道路に戻す作業に取り掛かる。だが、金田の運転ミスによって、トラックは浦上を轢いてしまう。瀕死の浦上を、雪江は必死に介抱する。浦上は、自分が網走を脱獄した身であると橘に告げる。橘はそれに気づいていた。そして、俺に泣いてくれたのは実の母親と雪江だけだと語り、俺なんかに比べれば、あんたなんか全然ましな身の上だよと雪絵を励まし、息を引き取る。雪江は絶命した浦上に寄り添い、自分は旅館の女中ではなく売春婦であると明かして嗚咽する。橘達は、浦上の亡骸を遺言どおり、雪の中に埋めた。
トラックはオプチョッカに辿り着き、橘はエミと雪江を病院に送り届ける。弓子はメモ用紙の入った風船ガムの袋を待機していた警察官に渡そうとするが、安川に取り上げられてしまった。一方、橘は大沢の組へ向かう。橘はその貫禄で大沢の子分達を圧倒し、大沢に迫った。だが葉山の元女房は、義母の世話など真っ平ごめんと突っぱねる。橘は「渡世の仁義」として、子分の女房を寝盗った侘びに大沢に指を詰めさせた。そして、大沢の情婦となった葉山の元女房の髪をバッサリと切る。橘は貴子に、裏切る男もいれば嘘をつく女もいると諭す。恩を返したいという貴子に、網走刑務所に行って、葉山に元女房の髪を渡すように頼む橘。一方、金田は貴子が自殺した妹にそっくりだと身の上を明かし、真っ当に生きてくれと告げるのだった。
トラックは街を離れてペンケサップの山に入る。雪原で橘と弓子に積荷を降ろさせる安川。積荷は覚醒剤の材料の偽装であり、野外で覚醒剤の精製作業を行い、ヘリコプターの迎えでこれを手渡すのが、この特別便の目的だったのだ。精製作業を橘と弓子に手伝わせたあと、安川は用済みになった二人をブレーキの効かなくなったトラックごと始末しようとする。山の斜面を猛スピードで駆け降りていくトラック。だが、猟銃から放たれた数発の弾丸がトラックの暴走を食い止めた。命からがらトラックを降りた橘と弓子に、マタギ姿の男が近づいてきた。男は鬼寅だった。鬼寅もまた仮出所して、猟師になって隠遁生活をしていたのだ。
一方、安川と金田のもとには、デパートの垂れ幕でカモフラージュしたヘリコプターが飛来する。ヘリにはギャングの山上と子分達が乗り込んでいた。覚醒剤の取引のその時、橘と鬼寅達が現れた。銃撃する山上達に、鬼寅の猟銃が火を噴く。劣勢と見た安川に、足手まといだと金田は撃たれてしまう。鬼寅の猟銃は弾切れになったが、山上達から奪った拳銃で橘は安川や山上を撃つ。残党達はヘリで逃走しようとするが、橘は垂れ幕に必死にしがみ付く。不時着したヘリを、橘や鬼寅が強奪する。だが、橘、鬼寅、弓子、そしてヘリのパイロットである山上の子分では定員オーバーなのだ。橘はしばし悩む。そして、葉山の母親のところへ急がねば、とコックピットから大雪原に飛び降りる。
大雪原にぽっかりと開いた大穴。雪まみれになって這い上がってくる橘。「寒くなんかないよ！」橘は凍えながら大雪原を歩いていくのだった。

## キャスト
- 橘真一：高倉健
- 13番（葉山）：千葉真一
- 大槻：田中邦衛
- 浦上：杉浦直樹
- 鬼寅：嵐寛寿郎
- 弓子：大原麗子
- 田舎の親分 大沢：小沢栄太郎
- 11番：由利徹
- 108番：砂塚秀夫
- 19番：山本麟一
- 7番：吉野寿雄
- 安川：安部徹
- 金田：藤木孝
- 貴子：加茂良子
- 雪江：宝みつ子
- エミ：小林千恵
- 志村：沢彰謙
- 老婆：加藤欣子
- 警官：山田甲一
- ギャング 山上：井上昭文
- ギャング 水島：小林稔侍
- 谷崎：水城一狼
- 夏目：石橋蓮司
- 永井：沢田孝二
- 川端：植田貞光
- 大関：久保一
- 巡査：秋山敏
- 看守：関山耕司
- その他：国景子、八名信夫、日尾孝司、久地明、角野義明

## スタッフ
- 監督: 石井輝男
- 企画: 植木照男
- 脚本: 石井輝男
- 撮影: 稲田喜一
- 美術: 藤田傳
- 照明: 大野忠三郎
- 音楽: 八木正生
- 録音: 井上賢三
- 助監督：内藤誠

## 製作

### ロケ
北海道オホーツク海。冬の北海道での撮影ながら高倉健も吹き替えなしでオホーツク海に浸かった。

## 興行
高倉は「網走番外地シリーズ」「日本侠客伝シリーズ」がいずれも大当たりを続け、本作直前に撮影を終えた『昭和残侠伝 唐獅子牡丹』と本作『網走番外地 北海篇』が1966年の東映正月映画前後半のメインに組まれた。先の二シリーズに「昭和残侠伝シリーズ」も加わり、高倉は一本150万円のギャラアップを東映に要求し、これが1967年秋に東映が要求を呑むまで、東映とは無契約のまま出演を続け、年々、更に人気が上がり、1967年の高倉の要求は鶴田浩二を越える1本500万円と強気の攻勢に出た。結局、1967年秋に1本450万円で契約が成立したとされる。当時は他社の大スターにも無契約状態の者がおり、松竹の看板女優・岡田茉莉子も1962年8月以降、1965年まで三年間無契約状態で、従来の慣習で松竹専属としての名目を保っていた。夫である吉田喜重の再契約を松竹が渋り、岡田が「吉田の属さない松竹との再契約には応じられない」と撥ねつけ、1965年5月に年間本数二本の契約を結び、実質フリーになった。

## 同時上映
『関東果し状』
- 主演：鶴田浩二 / 脚本：小沢茂弘・村尾昭 / 監督：小沢茂弘